# Équipe de Belgique de football en 1930
Maillots
Chronologie
Saison précédente Saison suivante
L’équipe de Belgique de football connait une année riche en évènements en 1930. Tout d'abord, la sélection belge participe à la première Coupe du monde de la FIFA, en Uruguay, mais ne peut y briller. Elle s'incline à deux reprises et ne parvient à dépasser le premier tour, privée de certains joueurs cadres. Afin de préparer ce tournoi, les internationaux jouent un grand nombre de matchs préparatoires en Europe (six au total). Enfin, en fin d'année, les commémorations du centenaire du pays permettent la construction et l'inauguration du Stade du Centenaire (actuellement Stade Roi Baudouin).  Les Diables Rouges en profitent pour inaugurer en beauté leur nouvelle résidence par une victoire 4 buts à 1 contre la sélection néerlandaise.

## Résumé de la saison
En cette année 1930, la toute première Coupe du monde de football se profilait à l'horizon pour l'équipe de Belgique. Cependant, la perspective d'y participer ne soulevait pas vraiment l'enthousiasme des foules en Belgique et dans le reste de l'Europe. Il faut dire que la FIFA en avait confié l'organisation à l'Uruguay, fraîchement auréolée de son deuxième titre olympique et probablement la meilleure formation de l'époque, et la distance et la durée du déplacement effrayaient la plupart des nations du vieux continent. La Belgique allait néanmoins être du voyage et faire partie des treize pays pionniers.
Il convenait dès lors de préparer l'événement et le programme des Belges fut donc particulièrement chargé cette saison-là, les Diables Rouges disputant treize parties au total, un record jusqu'alors.
C'est à l'aube de 1930 également que Raymond Braine fut suspendu, aussi bien au sein de son club du Beerschot que de la sélection nationale, pour faits de professionnalisme après l'ouverture d'un café à Anvers. Le communiqué officiel du Comité exécutif de la fédération, le 15 janvier, annonça la nouvelle aux médias : « Raymond Braine ne pourra pas s'aligner en division d'honneur et, par voie de conséquence en équipe nationale. Considérant qu'il est important d'enrayer la progression toujours croissante du nombre de footballeurs-cafetiers, le Comité exécutif prend la décision de principe qu'à partir de ce jour, l'autorisation d'ouvrir un café sera subordonnée à la condition que le joueur ne soit plus aligné en équipe première de son club. ». La perte de ce joueur talentueux allait s'avérer irréparable pour la Belgique, notamment pendant la Coupe du monde.
Après une belle victoire (5-0) face à la sélection hollandaise des Zwaluwen (nl) début mars, les internationaux belges se rendent à Colombes le 13 avril pour leur traditionnelle rencontre contre les Bleus. Ce match fut l'occasion de démarrer l'année en fanfare avec une très large victoire (1-6), grâce entre autres à un triplé de Michel Vanderbauwhede qui allait se distinguer comme le meilleur artificier de la saison. Par la suite, la Belgique allait encore affronter la France à deux reprises cette année-là.
Le premier derby des plats pays de l'année s'achève sur un nul très disputé (2-2), le 4 mai au Stade olympique d'Amsterdam.
Les rencontres se suivent alors sur un rythme hebdomadaire.Tout d'abord, les internationaux belges subissent une défaite nettement plus honorable que les précédentes (1-3) face à l'État libre d'Irlande dans le stade du Daring. Les Belges avaient même ouvert le score par Désiré Bastin et réussi à maintenir le nul jusqu'à la pose. Ensuite, les Diables Rouges défont les Oranje (3-1) dans le cadre de la 19e Coupe Van den Abeele au Bosuil, puis s'inclinent face à la France (1-2) au Stade du Pont d'Ougrée.
Ayant au préalable fait match nul dans une nouvelle rencontre face aux Zwaluwen (nl) (3-3) devant 20 000 spectateurs à Rotterdam fin mai, la Belgique dispute un dernier match de préparation le contre le Portugal le 8 juin à Deurne. Les Belges remportent cette rencontre (2-1). Depuis Barcelone, la sélection s'embarque alors pour l'Uruguay sur le transatlantique italien Conte Verde (en). Entretemps, l'entraîneur Viktor Löwenfeld (en) avait disparu comme il était venu, c'est-à-dire très discrètement. C'est Hector Goetinck, jusque-là responsable de l'entraînement, qui lui succède à la tête de la sélection. Seize joueurs montent à bord du bateau, mais sans Raymond Braine, suspendu, Florimond Vanhalme, Michel Vanderbauwhede, Désiré Bastin et Jules Lavigne, soit tout de même quatre titulaires - dont le meilleur buteur de cette saison - qui n'avaient pu se libérer de leurs obligations professionnelles pour la durée du voyage et du tournoi.

Phase de jeu lors du tout premier match de Coupe du monde disputé à Montevideo, face aux États-Unis.

Le paquebot avait déjà pris au passage les autres délégations européennes, celles-ci se limitant à la Yougoslavie, embarquée à Gênes, ainsi qu'à la France et la Roumanie, montées à bord à Villefranche-sur-Mer. Le voyage, long de deux semaines, ne permettait pas beaucoup l'exercice physique et les délégations s'entraînaient comme elles le pouvaient, notamment en improvisant de petits jeu. Le cuisinier sachant y faire, les joueurs firent quelques excès et prirent du poids, notamment Bernard Voorhoof qui grossit de huit kilos.

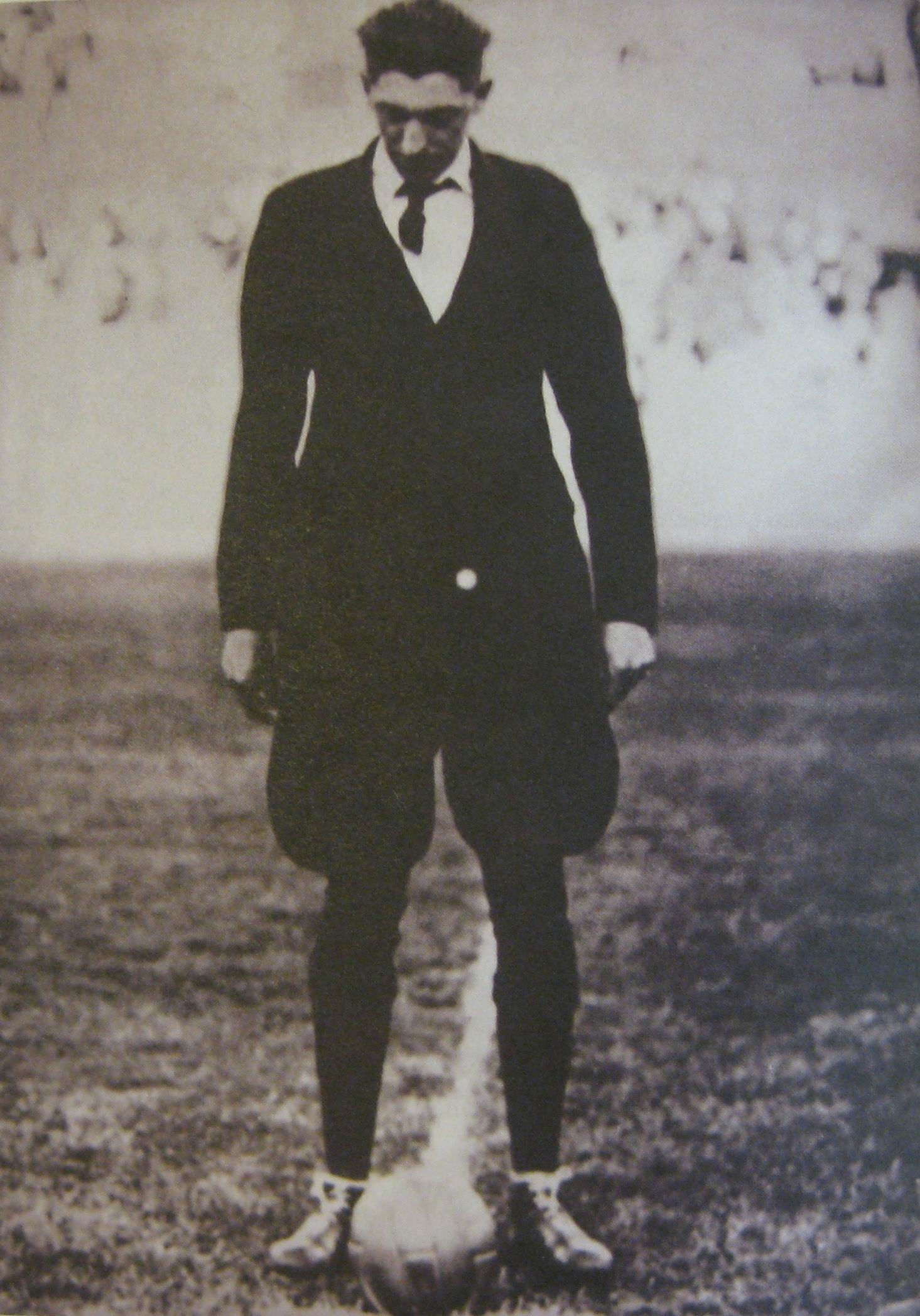
John Langenus, l'arbitre belge de la finale.

Ce n'est en tous cas pas dans les meilleures conditions que la sélection belge arriva en Uruguay : en manque de préparation spécifique, la fatigue du voyage, le mal du pays et la nourriture locale à laquelle ils n'étaient pas habitués, ajoutés à la liste des titulaires absents, eurent pour conséquence que les Diables rouges ne furent pas en mesure de faire plus que de la figuration lors de cette première édition de la Coupe du monde.
Le premier match contre les États-Unis était censé se dérouler au stade du Centenaire. Celui-ci n'étant pas encore achevé le 13 juillet, c'est au Parque Central que la rencontre eut lieu. Une équipe américaine professionnelle, renforcée de quelques éléments écossais, car de l'autre côté de l'Atlantique on ne prêtait pas trop d'attention à la véritable nationalité des joueurs, donna la leçon aux Belges (3-0) sans qu'ils n'eurent réellement voix au chapitre,.
Une semaine plus tard, la Belgique disputa une rencontre face au Paraguay de bien meilleure facture mais ne put néanmoins éviter une défaite de justesse (1-0),. Le tournoi s'acheva là pour les Diables Rouges. L'essentiel avait été de participer à cette grande aventure et de faire partie des nations pionnières dans l'organisation de cette compétition qui allait, à terme, devenir l'un des événements les plus suivis médiatiquement dans le monde, avec les Jeux olympiques et le Super Bowl. Un Belge allait toutefois défrayer la chronique : John Langenus entra dans l'histoire comme l'arbitre de la toute première finale de Coupe du monde qui opposa l'Uruguay et l'Argentine le 30 juillet.

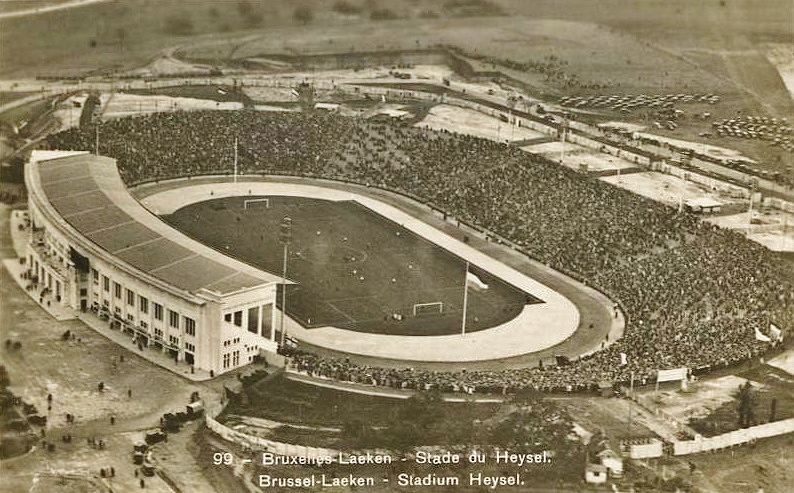
Le Stade du Centenaire en 1935.

En 1930, on célébrait également avec faste le Centenaire de la Belgique. L'une des plus grandes réalisations pour cette occasion fut le Stade du Centenaire, future résidence des Diables Rouges, qui sera tour à tour rebaptisé stade du Heysel en 1946 puis stade Roi Baudouin en 1995. À l'occasion de son inauguration le 14 septembre et en présence de son promoteur, le bourgmestre de Bruxelles Adolphe Max ainsi que du Prince Léopold, la sélection belge y reçoit les Pays-Bas et s'impose très nettement (4-1),. Ce match amical célébrait également le 35e anniversaire de la fédération belge (URBSFA) mais ne fut pas reconnu officiellement.
En 1930, le Heysel, avec sa capacité de 70 000 places, était l'un des plus grands et plus beaux stades d'Europe. Il faisait la fierté des sportifs nationaux mais il allait toutefois être à l'origine d'une véritable « guerre des stades » entre la capitale et Anvers puis Liège et Bruges. À l'inverse de toutes ces autres enceintes qui disposaient chacune d'un club résident, le stade du Heysel n'accueillait que l'équipe nationale pour un nombre limité de rencontres annuelles et, occasionnellement, d'autres manifestations sportives ou culturelles. Pour ces raisons, ce stade a toujours été au centre de polémiques en Belgique bien qu'il fût rénové deux fois. Il fut même décidé pendant un temps, au début des années 1970, de le déserter et d'opter pour une alternance entre la Wallonie et la Flandre, toujours avec Bruxelles mais généralement à Molenbeek-Saint-Jean ou Anderlecht.
Une courte défaite à l'Antwerp face à l'ogre tchécoslovaque (2-3) ainsi que deux nuls contre la Suède à Liège (2-2) et la France à Montrouge (2-2), entrecoupés d'une rencontre officieuse, le 1er novembre, face à une sélection londonienne sur la Butte (4-4) clôturent une saison mitigée quant aux résultats mais riche en événements marquants pour les Diables Rouges.

## Les matchs
| Match amical                                                   | France    | 1 - 6   | Belgique                                                | Stade olympique Yves-du-Manoir Colombes, France |                                             |
| 13 avril 1930 · 15:00 heure locale · Historique des rencontres | Dubus 43e | (1 – 5) | Versyp 12e 36e · Adams 14e · Vanderbauwhede 16e 32e 85e | Spectateurs : 15 000 Arbitrage : Paul Ruoff     | Spectateurs : 15 000 Arbitrage : Paul Ruoff |
| 13 avril 1930 · 15:00 heure locale · Historique des rencontres | Rapport   |         |                                                         | Spectateurs : 15 000 Arbitrage : Paul Ruoff     | Spectateurs : 15 000 Arbitrage : Paul Ruoff |

| Match amical                                                | Pays-Bas                     | 2 - 2   | Belgique               | Stade olympique Amsterdam, Pays-Bas                 |                                                     |
| 4 mai 1930 · 14:30 heure locale · Historique des rencontres | van Kol 14e (pen.) · Tap 64e | (1 – 1) | Bastin 17e · Adams 85e | Spectateurs : 32 000 Arbitrage : Heinrich Retschury | Spectateurs : 32 000 Arbitrage : Heinrich Retschury |
| 4 mai 1930 · 14:30 heure locale · Historique des rencontres | Rapport                      |         |                        | Spectateurs : 32 000 Arbitrage : Heinrich Retschury | Spectateurs : 32 000 Arbitrage : Heinrich Retschury |

| Match amical                                                 | Belgique   | 1 - 3   | État libre d'Irlande      | Stade du Daring Molenbeek-Saint-Jean, Belgique     |                                                    |
| 11 mai 1930 · 16:00 heure locale · Historique des rencontres | Bastin 20e | (1 – 1) | Dunne 33e 57e · Flood 77e | Spectateurs : 15 000 Arbitrage : Ramón Melcón (hu) | Spectateurs : 15 000 Arbitrage : Ramón Melcón (hu) |
| 11 mai 1930 · 16:00 heure locale · Historique des rencontres | Rapport    |         |                           | Spectateurs : 15 000 Arbitrage : Ramón Melcón (hu) | Spectateurs : 15 000 Arbitrage : Ramón Melcón (hu) |

| Match amical Coupe Van den Abeele                            | Belgique                                    | 3 - 1   | Pays-Bas               | Bosuilstadion Deurne, Belgique              |                                             |
| 18 mai 1930 · 16:00 heure locale · Historique des rencontres | Voorhoof 56e · Bastin 60e · Dénis 90e (csc) | (0 – 1) | van den Broek (nl) 45e | Spectateurs : 32 000 Arbitrage : Paul Ruoff | Spectateurs : 32 000 Arbitrage : Paul Ruoff |
| 18 mai 1930 · 16:00 heure locale · Historique des rencontres | Rapport                                     |         |                        | Spectateurs : 32 000 Arbitrage : Paul Ruoff | Spectateurs : 32 000 Arbitrage : Paul Ruoff |

| Match amical                                                 | Belgique     | 1 - 2   | France        | Stade du Pont d'Ougrée Ougrée, Belgique             |                                                     |
| 25 mai 1930 · 16:00 heure locale · Historique des rencontres | Voorhoof 21e | (1 – 1) | Pinel 26e 72e | Spectateurs : 11 000 Arbitrage : Gustaf Ekberg (de) | Spectateurs : 11 000 Arbitrage : Gustaf Ekberg (de) |
| 25 mai 1930 · 16:00 heure locale · Historique des rencontres | Rapport      |         |               | Spectateurs : 11 000 Arbitrage : Gustaf Ekberg (de) | Spectateurs : 11 000 Arbitrage : Gustaf Ekberg (de) |

| Match amical                                                 | Belgique                        | 2 - 1   | Portugal    | Bosuilstadion Deurne, Belgique                    |                                                   |
| 8 juin 1930 · 16:00 heure locale · Historique des rencontres | Vanderbauwhede 73e · Bastin 85e | (0 – 1) | Martins 44e | Spectateurs : 15 000 Arbitrage : Johannes Mutters | Spectateurs : 15 000 Arbitrage : Johannes Mutters |
| 8 juin 1930 · 16:00 heure locale · Historique des rencontres | Rapport                         |         |             | Spectateurs : 15 000 Arbitrage : Johannes Mutters | Spectateurs : 15 000 Arbitrage : Johannes Mutters |

Note : Première rencontre officielle entre les deux nations.
| Coupe du monde 1930 Premier tour - Groupe 4                      | États-Unis                              | 3 - 0   | Belgique | Estadio Gran Parque Central Montevideo, Uruguay |                                              |
| 13 juillet 1930 · 14:45 heure locale · Historique des rencontres | McGhee 41e · Florie 45e · Patenaude 88e | (2 – 0) |          | Spectateurs : 18 436 Arbitrage : Jose Macias    | Spectateurs : 18 436 Arbitrage : Jose Macias |
| 13 juillet 1930 · 14:45 heure locale · Historique des rencontres | Rapport                                 |         |          | Spectateurs : 18 436 Arbitrage : Jose Macias    | Spectateurs : 18 436 Arbitrage : Jose Macias |

Note : Première rencontre officielle entre les deux nations.
| Coupe du monde 1930 Premier tour - Groupe 4                      | Paraguay        | 1 - 0   | Belgique | Estadio Centenario Montevideo, Uruguay             |                                                    |
| 20 juillet 1930 · 14:45 heure locale · Historique des rencontres | Vargas Peña 40e | (1 – 0) |          | Spectateurs : 25 466 Arbitrage : Ricardo Vallarino | Spectateurs : 25 466 Arbitrage : Ricardo Vallarino |
| 20 juillet 1930 · 14:45 heure locale · Historique des rencontres | Rapport         |         |          | Spectateurs : 25 466 Arbitrage : Ricardo Vallarino | Spectateurs : 25 466 Arbitrage : Ricardo Vallarino |

Note : Première rencontre officielle entre les deux nations.
| Non officiel                                                       | Belgique                                             | 4 - 1   | Pays-Bas       | Stade du Centenaire Laeken, Belgique                   |                                                        |
| 14 septembre 1930 · 16:00 heure locale · Historique des rencontres | Vanderbauwhede 43e 85e · Moeschal 52e · Voorhoof 88e | (1 – 1) | van Reenen 40e | Spectateurs : 50 000 Arbitrage : František Cejnar (hu) | Spectateurs : 50 000 Arbitrage : František Cejnar (hu) |

Note : Ce match amical, à l'occasion de l'inauguration du Stade du Centenaire au Heysel, célébrait le 35e anniversaire de l'Union Royale Belge des Sociétés de Football-Association (URBSFA) mais ne fut pas reconnu comme rencontre officielle et ne figure donc pas dans les statistiques officielles des deux équipes.
| Match amical                                                       | Belgique                  | 2 - 3   | Tchécoslovaquie                              | Bosuilstadion Deurne, Belgique                         |                                                        |
| 21 septembre 1930 · 16:00 heure locale · Historique des rencontres | Versyp 44e · Voorhoof 51e | (1 – 3) | Šoltys (cs) 25e · Hejma (cs) 31e · Junek 40e | Spectateurs : 15 000 Arbitrage : José Llovera Mas (hu) | Spectateurs : 15 000 Arbitrage : José Llovera Mas (hu) |
| 21 septembre 1930 · 16:00 heure locale · Historique des rencontres | Rapport                   |         |                                              | Spectateurs : 15 000 Arbitrage : José Llovera Mas (hu) | Spectateurs : 15 000 Arbitrage : José Llovera Mas (hu) |

| Match amical                                                       | Belgique                     | 2 - 2   | Suède        | Stade Vélodrome Oscar Flesch Liège, Belgique      |                                                   |
| 28 septembre 1930 · 14:30 heure locale · Historique des rencontres | Secretin 30e · P. Braine 75e | (1 – 1) | Dahl 41e 88e | Spectateurs : 17 000 Arbitrage : Adolf Miesz (hu) | Spectateurs : 17 000 Arbitrage : Adolf Miesz (hu) |
| 28 septembre 1930 · 14:30 heure locale · Historique des rencontres | Rapport                      |         |              | Spectateurs : 17 000 Arbitrage : Adolf Miesz (hu) | Spectateurs : 17 000 Arbitrage : Adolf Miesz (hu) |

| Match amical                                | France       | 2 - 2   | Belgique                    | Stade Buffalo Montrouge, France              |                                              |
| 7 décembre 1930 · Historique des rencontres | Pinel 3e 67e | (1 – 1) | Van Beeck 7e · Voorhoof 64e | Spectateurs : 20 000 Arbitrage : René Mercet | Spectateurs : 20 000 Arbitrage : René Mercet |
| 7 décembre 1930 · Historique des rencontres | Rapport      |         |                             | Spectateurs : 20 000 Arbitrage : René Mercet | Spectateurs : 20 000 Arbitrage : René Mercet |

## Les joueurs
| Joueurs               | Joueurs                  | Amical | Amical | Amical | Amical | Amical | Amical | CM 1930 | CM 1930 | Non officiel | Amical | Amical | Amical |
| --------------------- | ------------------------ | ------ | ------ | ------ | ------ | ------ | ------ | ------- | ------- | ------------ | ------ | ------ | ------ |
| Gardiens de but       |                          |        |        |        |        |        |        |         |         |              |        |        |        |
| Arnold Badjou         | Daring Club de Bruxelles | 90     | 90     | 90     |        |        |        | 90      | 90      | 90           |        | 90     | 90     |
| Jean De Bie           | Racing Club de Bruxelles |        |        |        | 90     | 90     | 90     | r       | r       |              |        |        |        |
| Louis Somers          | Royal Antwerp FC         |        |        |        |        |        |        |         |         |              | 90     |        |        |
| Défenseurs            |                          |        |        |        |        |        |        |         |         |              |        |        |        |
| Théodore Nouwens      | Racing Club de Malines   | 90     | 90     | 90     | 90     | 90     | 90     | 90      | 90      | 90           | 90     | 90     | 90     |
| Nicolas Hoydonckx     | R Excelsior FC Hasselt   | 90     | 90     | 90     | 90     | 90     | 90     | 90      | 90      | 90           | 90     | 90     | 90     |
| Alexis Chantraine     | RFC Liégeois             |        |        |        |        |        |        | r       | r       |              |        |        |        |
| Henri De Deken        | Royal Antwerp FC         |        |        |        |        |        |        | r       | 90      |              |        |        |        |
| Milieux               |                          |        |        |        |        |        |        |         |         |              |        |        |        |
| Pierre Braine         | R Beerschot AC           | 90     | 90     | 90     | 90     | 90     | 90     | 90      | 90      |              |        | 90     | 90     |
| Florimond Vanhalme    | RCS Brugeois             | 90     |        |        | 90     | 90     |        |         |         |              |        |        |        |
| Jean De Clercq        | Royal Antwerp FC         | 90     | 90     | 90     | 90     |        | 90     | 90      | r       |              |        |        |        |
| Auguste Hellemans     | RFC Malinois             |        | 90     | 90     |        |        | 90     | 90      | 90      | 90           | 90     | 90     | 90     |
| Gérard Delbeke        | RFC Brugeois             |        |        |        |        |        |        | r       | 90,     |              |        |        |        |
| Henri Van Poucke      | RCS Brugeois             |        |        |        |        |        |        |         |         | 90           | 90     | 90     |        |
| Alfons Mertens        | Royal Antwerp FC         |        |        |        |        |        |        |         |         |              |        |        | 90,    |
| Attaquants            |                          |        |        |        |        |        |        |         |         |              |        |        |        |
| Louis Versyp          | RFC Brugeois             | 90     | 90     | 90     | 90     | 90     | 90     | 90      | 90      | 90           | 90     |        | 90     |
| Bernard Voorhoof      | K Liersche SK            | 90     | 90     |        | 90     | 90     | 90     | 90      | r       | 90           | 90     | 90     | 90     |
| Michel Vanderbauwhede | RCS Brugeois             | 90     | 90     | 90     | 90     | 90     | 90     |         |         | 90           | 90     | 90     | 90     |
| Ferdinand Adams       | SC Anderlechtois         | 90     | 90     | 90     | 90     | 90     |        | 90      | 90      |              |        |        |        |
| Désiré Bastin         | Royal Antwerp FC         | 90     | 90     | 90     | 90     | 90     | 90     |         |         | 90           | 90     | 90     | 90     |
| Jacques Moeschal      | Racing Club de Bruxelles |        |        | 90     |        | 90     | 90     | 90      | 90      | 90           | 90     | 90     |        |
| Jan Diddens           | Racing Club de Malines   |        |        |        |        |        |        | 90      | 90      |              |        |        |        |
| André Saeys           | RCS Brugeois             |        |        |        |        |        |        | r       | r       |              |        |        |        |
| Jacques Secretin      | RFC Montegnée            |        |        |        |        |        |        |         |         | 90           | 90     | 90     |        |
| Joseph Van Beeck      | Royal Antwerp FC         |        |        |        |        |        |        |         |         |              |        |        | 90 ,   |

Un « r » indique un joueur qui était parmi les remplaçants mais qui n'est pas monté au jeu.
1. 1 2 3 4 5 6 7 8  Première sélection officielle pour le joueur.
2. 1 2 3 4 5 6 7 8 9 10  Dernière sélection officielle pour le joueur.
3. 1 2  Premier but officiel pour le joueur.

## Sources